# Montreuil-sur-Mer
Montreuil-sur-Mer [mɔ̃tʁœj syʁ mɛʁ] (bis 31. Dezember 2022 Montreuil; niederländisch Monsterole) ist eine Stadt und Gemeinde mit 1.902 Einwohnern (Stand 1. Januar 2022) im Département Pas-de-Calais in der Region Hauts-de-France in Frankreich.
Montreuil-sur-Mer gehört zum Kanton Berck und zum Arrondissement Montreuil. Der Ort liegt 40 Meter über dem Tal auf einem Bergkegel, der von der Canche umflossen wird. Der Namenszusatz „sur-Mer“ (deutsch „am Meer“) fand bereits im Mittelalter Verwendung und wurde auch in der Neuzeit verwendet, obwohl der Ort vom Meer zehn Kilometer entfernt liegt. Der Namenszusatz wurde 2022 auf Wunsch des Gemeinderats Teil des offiziellen Gemeindenamens. Er erleichtert die Unterscheidung von der Großstadt Montreuil bei Paris und weiteren Gemeinden mit Montreuil als Ortsname in anderen französischen Départements.

## Geschichte

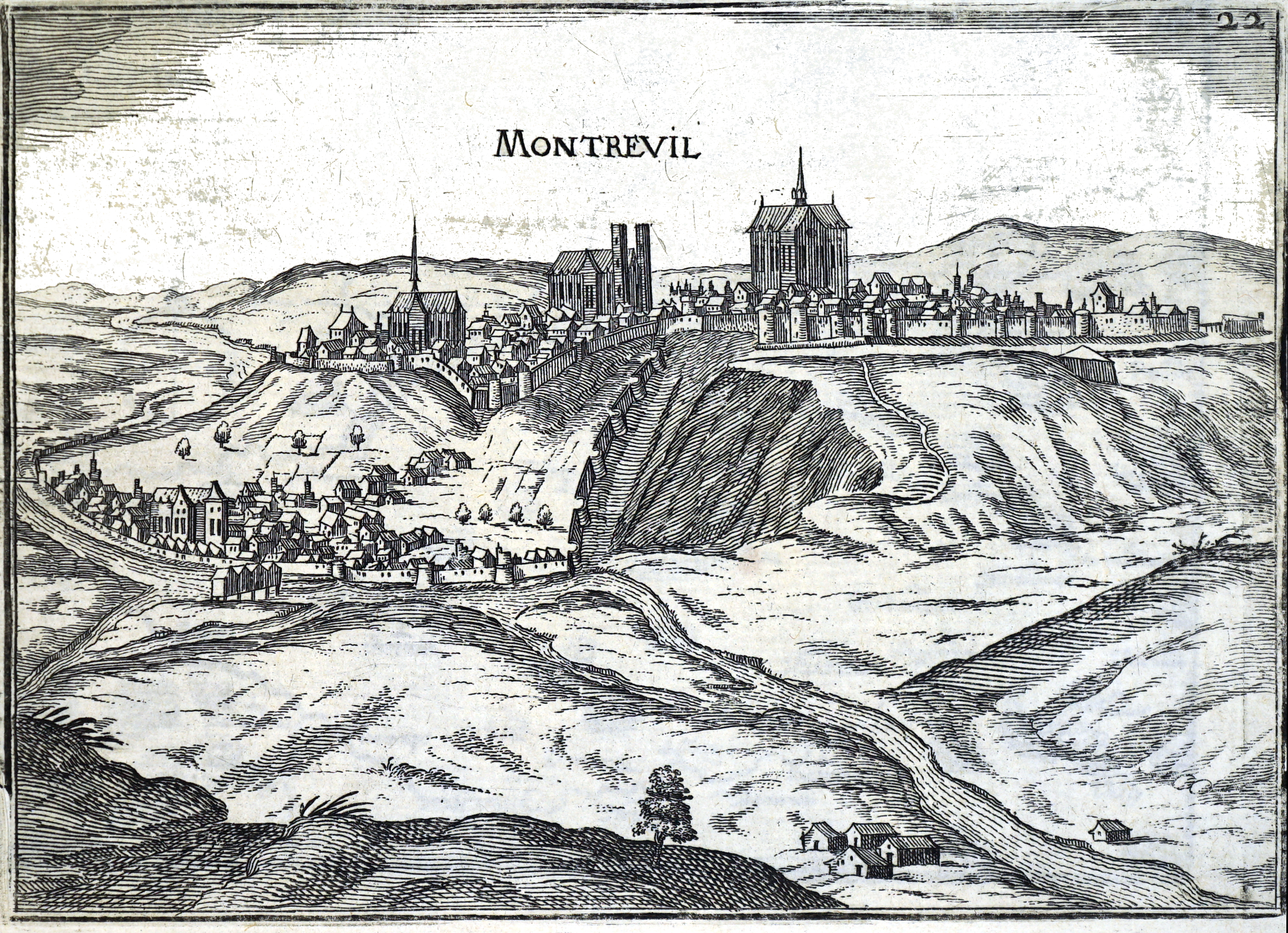
Montreuil im Jahr 1634

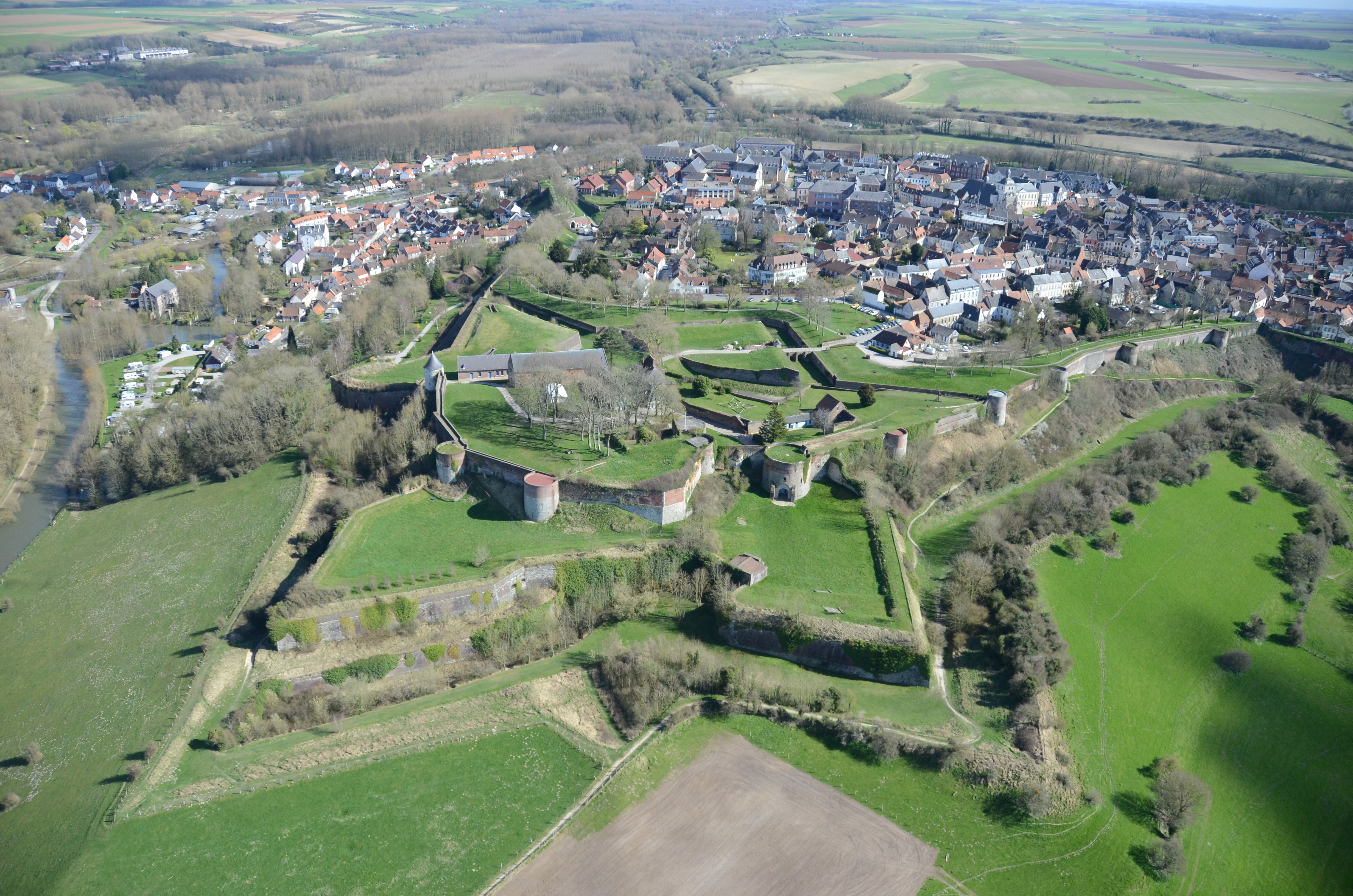
Luftbild von Ort und Zitadelle

Montreuil wurde erstmals 898 in den Annales de Saint-Bertin et de Saint-Vaast erwähnt. Der Name bedeutet kleines Kloster (monasterolium). Es ist bekannt, dass einige Zeit später, nach 913, die Mönche des Klosters Landévennec (heute Département Finistère) dort Zuflucht fanden, nachdem ihre Abtei von den Wikingern zerstört worden war. 980 wurde Montreuil dem Krongut hinzugefügt.
Am Schnittpunkt zweier Achsen, einer Landstraße und des Flusses Canche, war der Ort schon früh bedeutend. Bereits Ende des 9. Jahrhunderts wurde er befestigt, bis 1204 lag dort der einzige Seehafen der Kapetinger. 1188 verlieh König Philipp II. die Stadtrechte und ließ Anfang des 13. Jahrhunderts die Stadtmauer verstärken. 1567 wurde mit dem Bau der Zitadelle begonnen.
Gegen Ende des Mittelalters führte die Versandung der Canche den Niedergang der Stadt herbei, der Export von Tuchen ging zurück. Zwei Jahrhunderte lang spielte Montreuil nur noch eine untergeordnete Rolle, ehe es bei der Verteidigung gegen die Habsburger wieder Bedeutung erlangte.
In Montreuil-sur-Mer befand sich das Hauptquartier der British Expeditionary Force im Ersten Weltkrieg. Aus diesem Grund befindet sich vor dem Theater der Stadt eine Statue von Douglas Haig, 1. Earl Haig.
Beim Durchzug der Stürme Ciarán, Domingos und Elisa im November 2023 wurde die untere Stadt überschwemmt, ein Teil der Stadtmauer stürzte ein.

## Bauwerke
- Zitadelle

Im 13. Jahrhundert ließ Philipp II. an der Stelle eine Burg errichten, um den an der Mündung der Canche liegenden Hafen von Montreuil zu schützen. Von dieser Burg existieren noch mehrere Türme in der nördlichen Mauer der Zitadelle. Nach der Plünderung der Stadt durch die Truppen Karls V. im Jahr 1537 befahl Karl IX. den Bau einer der ersten befestigten Zitadellen des Königreichs. Um 1670 verbesserte Vauban die Anlage, die bis ins 19. Jahrhundert kontinuierlich verstärkt wurde. Seit 1926 steht die Zitadelle unter Denkmalschutz, aufgrund der dort ansässigen Fledermauspopulationen heute auch unter Naturschutz. Sie kann besichtigt werden und erlaubt schöne Ausblicke über das Tal der Canche.
- Abteikirche Saint-Saulve
- Ehemaliges Krankenhaus Hôtel-Dieu de Montreuil mit der Kapelle Saint-Nicolas

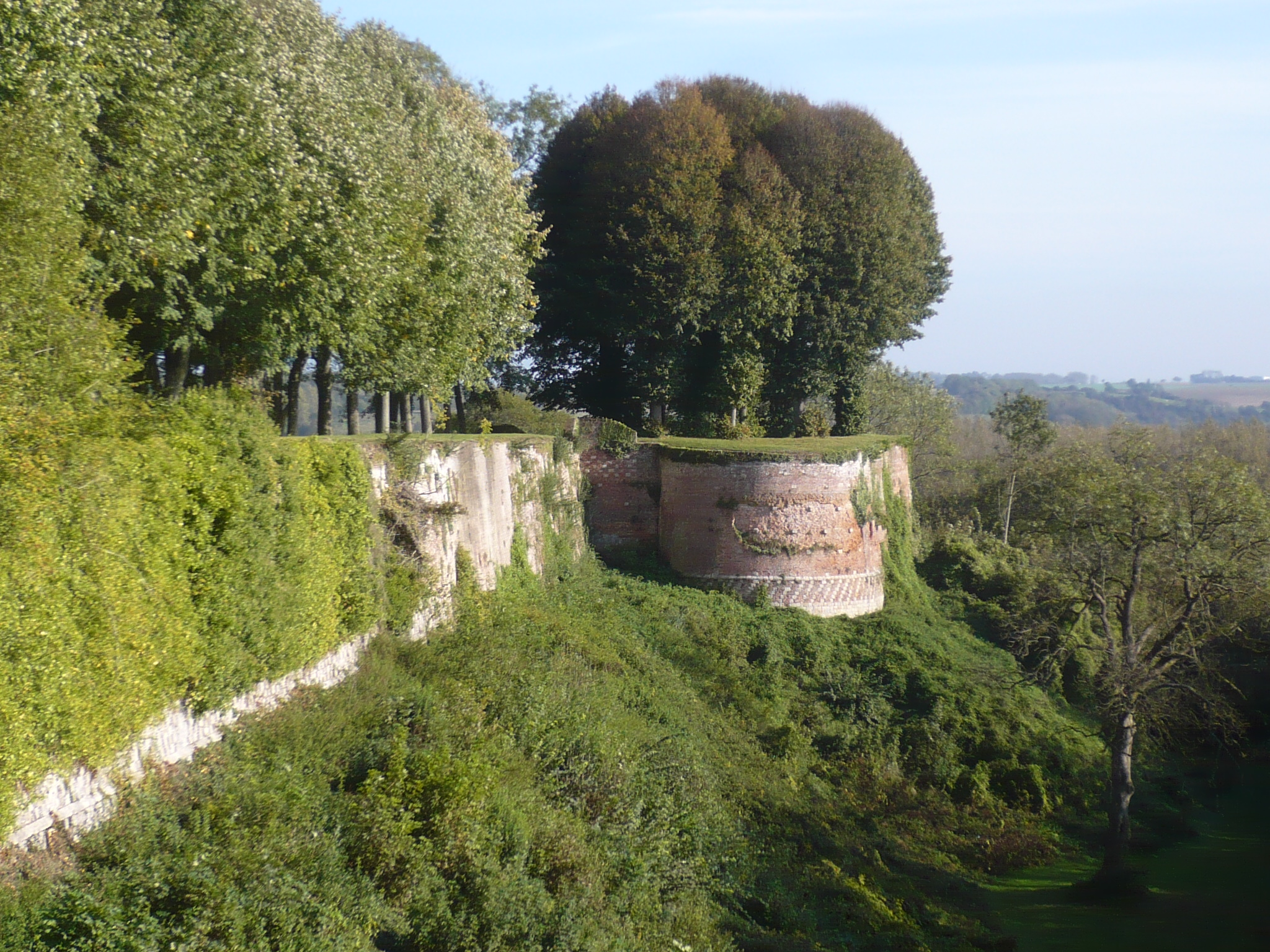
Stadtmauer
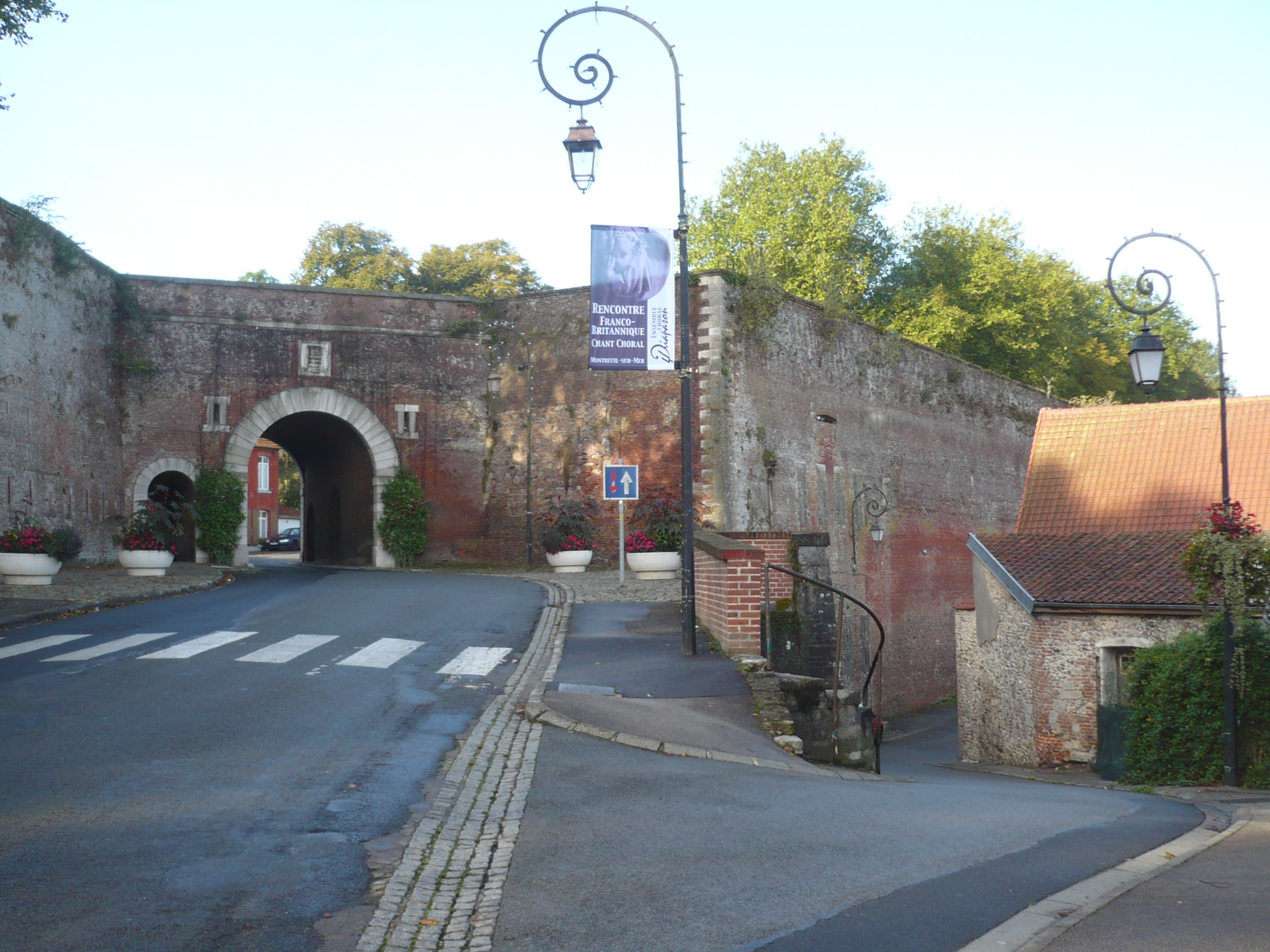
Stadttor Porte de Boulogne
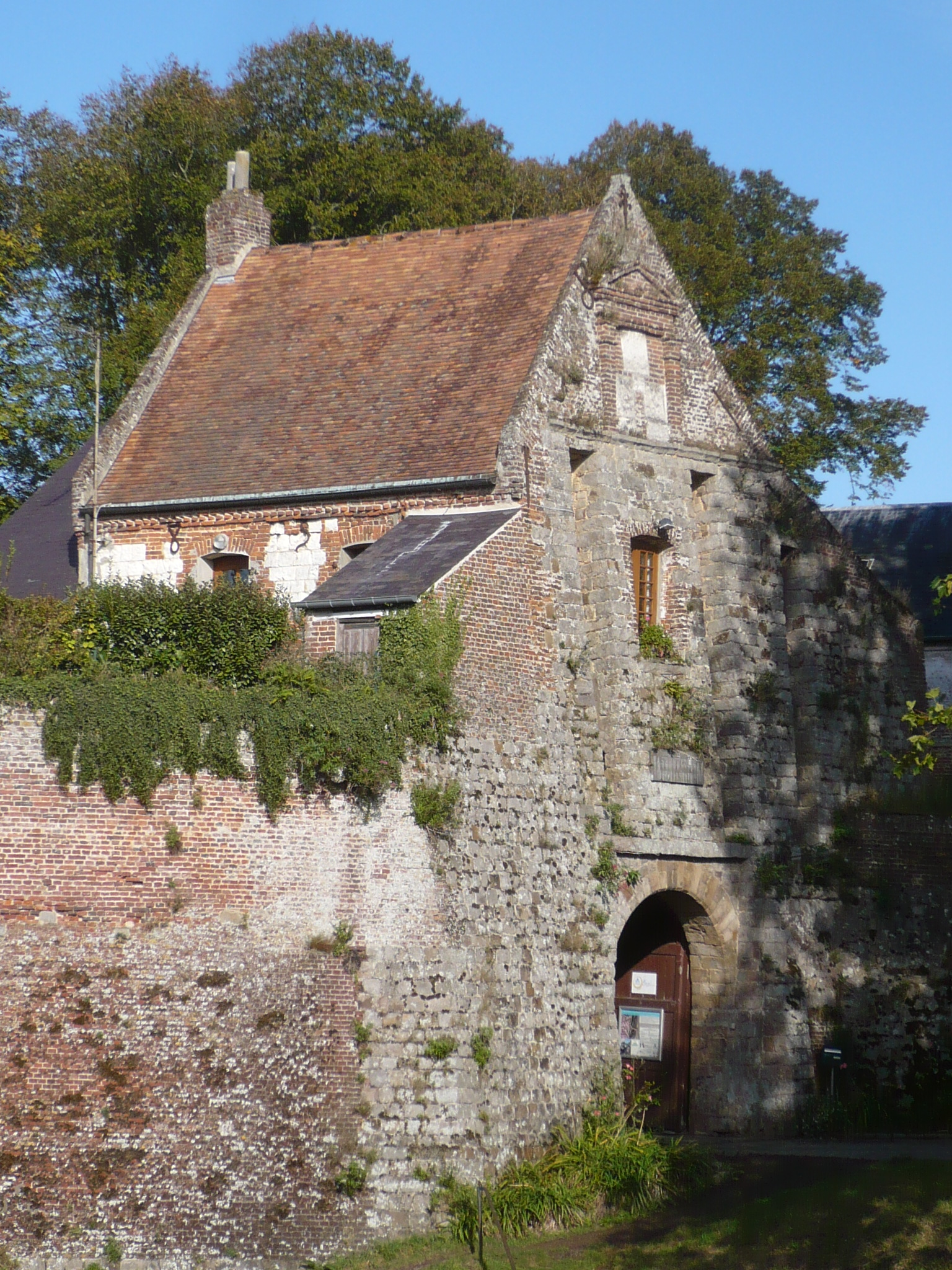
Torhaus der Zitadelle
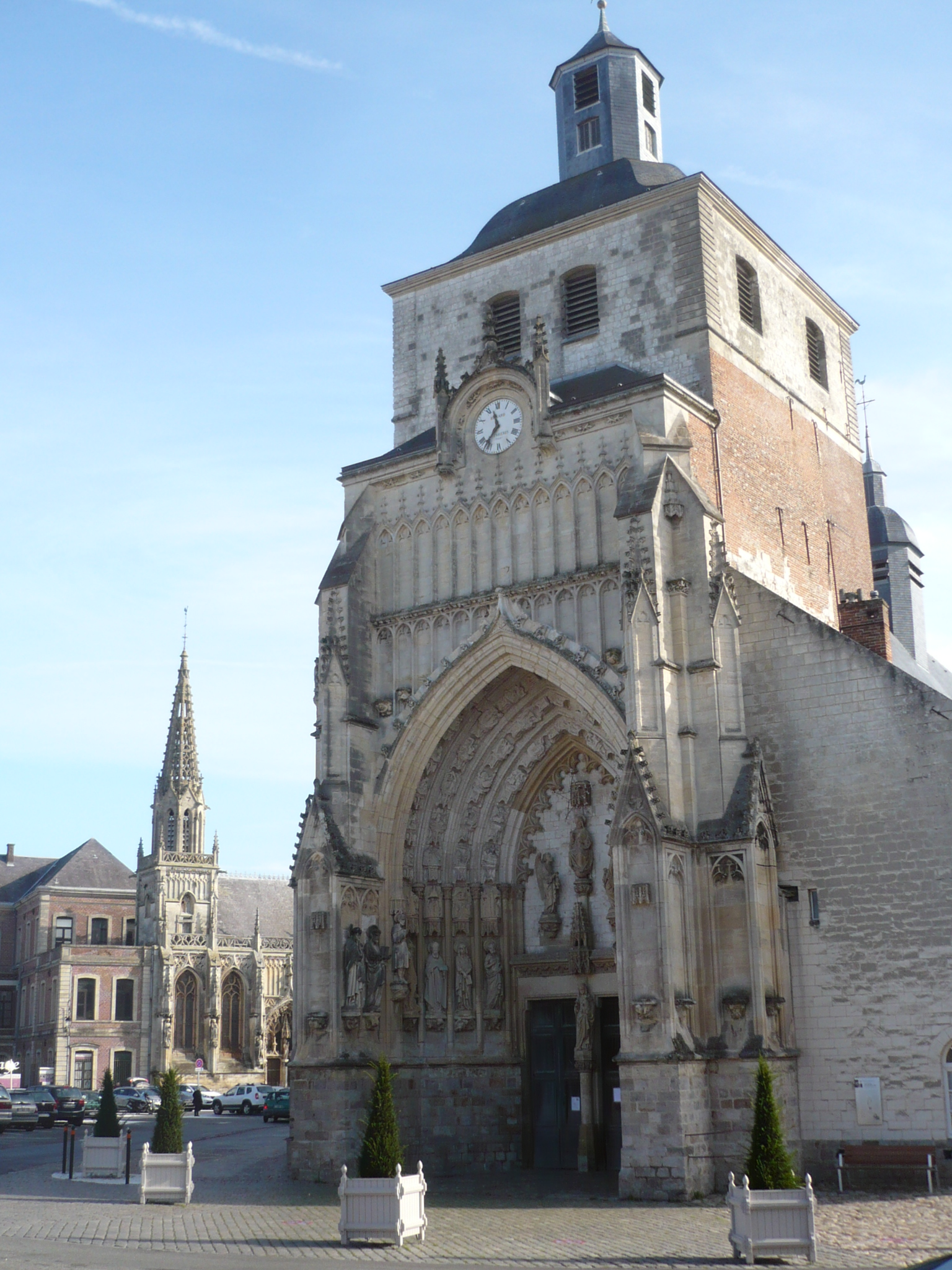
Abteikirche Saint-Saulve, im Hintergrund die Kapelle Saint-Nicolas
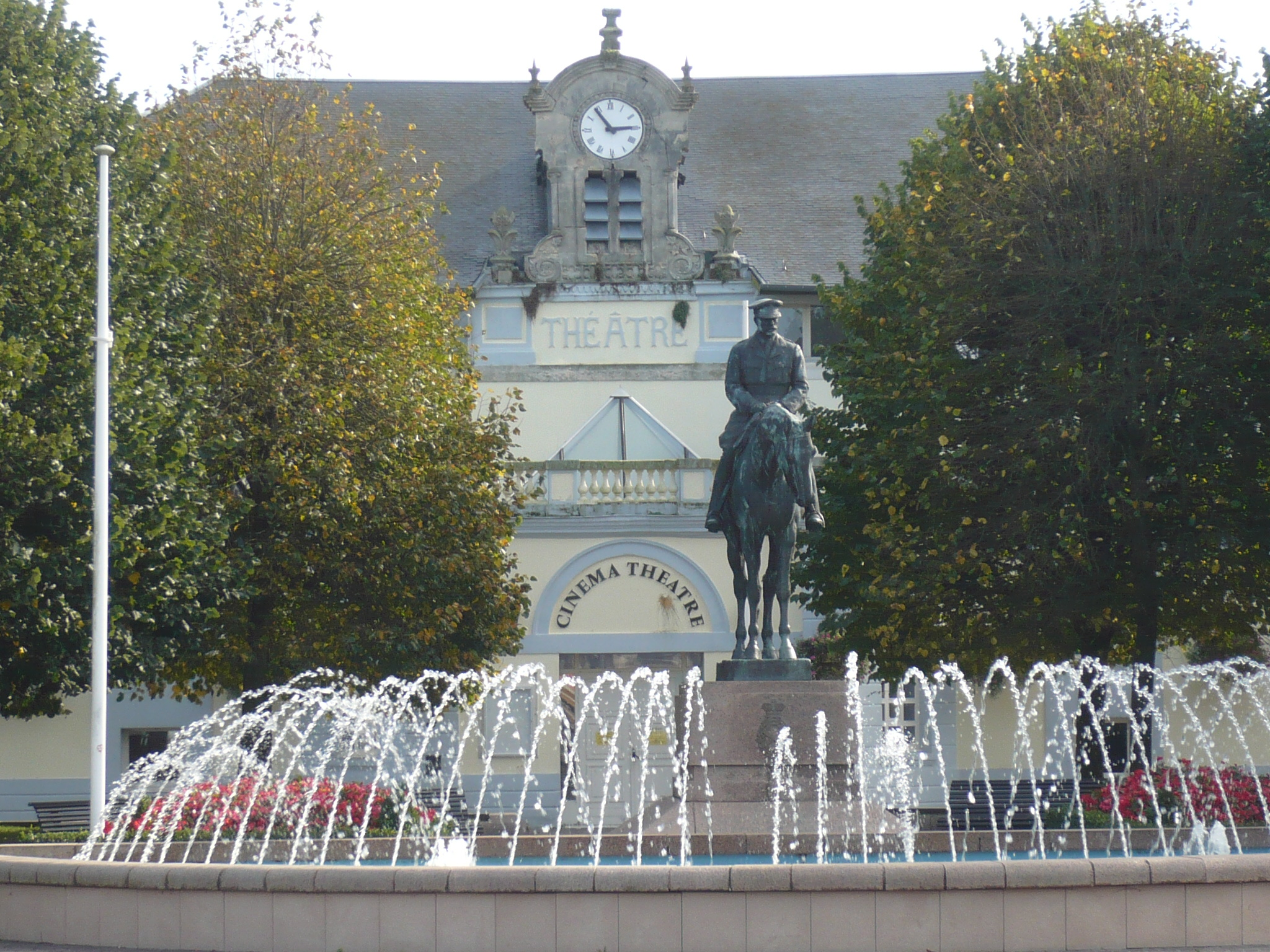
Theater an der Place du Général de Gaulle

## Städtepartnerschaften
- Rheinberg, Deutschland – seit 1986
- Slough, Vereinigtes Königreich – seit 1988

## In Montreuil geboren
- Bertha von Holland (um 1055–1094), durch ihre Heirat mit dem französischen König Philipp I. von 1071 oder 1072 bis 1092 Königin von Frankreich
- Denis Lambin (1520–1572), Humanist, Philologe und Gelehrter
- Adrian Le Roy (um 1520–1598), französischer Lautenist, Musikverleger und Komponist
- Germain Gillon (1769–1835), Zisterzienser
- François Baillon (1778–1855), Zoologe
- Jean-Claude Andruet (* 1940), Rallyefahrer

## Montreuil in Literatur und Film
- Montreuil ist einer der Schauplätze des Romans Die Elenden von Victor Hugo.
- Mehrere Örtlichkeiten in Montreuil-sur-Mer waren Drehorte von Maurice Pialats Film Die Sonne Satans (1987)[7] nach dem gleichnamigen Roman von Georges Bernanos, mit Gérard Depardieu in der Hauptrolle.